# Аччай, Алессандра
Алессандра Аччай (итал. Alessandra Acciai; род. 12 декабря 1965, Рим, Италия) — итальянская актриса, телеведущая.

## Биография
Окончила Национальную академию драматического искусства «Silvio d'amico» в Риме (1989). Работала на телевидении с 1986 года. В кино первую роль сыграла в 1989 году. Среди лучших ролей в кино — Дора Дальмонте в драме «Лаура: Мятежник года» и «La classe non è acqua». Отечественному зрителю известна по телесериалу «Страсти по-итальянски». Выступила как автор сценариев отдельных серий многосерийного детективного сериала «Комиссар Рекс».